# Georgia Coleman
Georgia Coleman, född 23 januari 1912 i St. Maries i Idaho, död 14 september 1940 i  Los Angeles i Kalifornien, var en amerikansk simhoppare.
Coleman blev olympisk guldmedaljör i svikthopp vid sommarspelen 1932 i Los Angeles.